# Alexandre Dobrolioubov
Pour les articles homonymes, voir Dobrolioubov (homonymie).
Alexandre Mikhaïlovitch Dobrolioubov (en russe : Александр Михайлович Добролюбов) (né le 8 septembre 1876 à Varsovie — été ou automne 1945) est un poète russe symboliste, connu non seulement pour sa poésie mais aussi pour son art de vivre.

## Biographie
Son père, conseiller d'État (ru) effectif membre de la noblesse, a travaillé à Varsovie. Après sa mort en 1892, Dobrolioubov déménage à Saint-Pétersbourg. Il commence à écrire des poèmes dès son passage au sixième gymnase de Saint-Pétersbourg et à s'intéresser à la poésie et au mode de vie des symbolistes et en particulier à Baudelaire, Verlaine, Mallarmé, Maurice Maeterlinck, Edgar Allan Poe dont il connaissait des extraits par cœur. Il partage ses idées sur le décadentisme avec Vladimir Hippius (cousin éloigné de Zinaïda Hippius) et se rapproche de Valeri Brioussov et de Nikolaï Minski. Il étudie à la Faculté de philologie de l'université de Saint-Pétersbourg. Il fume du haschich, et propage le culte de la mort ce qui entraîne un compagnon d'étude de l'université à se suicider. Cela lui vaut un renvoi de la faculté.
Il publie son premier livre à ses propres frais. C'est un petit recueil de poèmes (dix-huit en tout)
qui porte le titre de Natura naturans et Natura naturata repris de l'Éthique de Spinoza et qui reflète les conceptions panthéistes de Dobrolioubov: natura naturans exprimant la cause et Dieu lui-même; natura naturata exprimant la nature exprimée par Dieu. C'est aussi, selon le critique italien Lo Gatto, une préfiguration de ce symbolisme russe dont la substance est essentiellement religieuse .
En 1898, il rompt avec la vie de bohème, il est pris de repentir pour sa vie passée et cherche un soutien dans le christianisme. Il demande conseil à Jean de Cronstadt, part en pèlerinage à la Laure de la Trinité-Saint-Serge à Moscou et, à la fin de l'année 1898, il se rend aux Îles Solovki, pour y obtenir la tonsure, comme moine. Son ami le plus proche est le philosophe, critique musical Jacob-Wolf Isaakovitch Erlik (1874—1902), avec lequel il avait étudié au gymnase de Saint-Pétersbourg et à la faculté de philologie. Ossip Dymov médecin qui a servi de modèle à Anton Tchékov pour sa nouvelle La Cigale et Yakov Perelman, mathématicien, étaient deux de ses oncles ,.
Au début de l'année 1899, Dobrolioubov quitte le monastère, il part en pèlerinage à travers la Russie et fonde une secte (dans le district d'Orenbourg et de Samara) qui est opposition aussi bien avec l'Église qu'avec l'État. En 1901, il est arrêté pour avoir incité des conscrits à refuser le service militaire. Mais bientôt il est libéré grâce à sa mère étant considéré comme malade mental. Par la suite, de 1905 à 1915, il dirige une secte dans la région de la Volga, appelée la secte des bons amants. Il appelle ses disciples des frères. Selon Dimitri Merejkovski, Dobrolioubov était doté d'une capacité d'influence énorme sur le plan spirituel. Son dernier ouvrage Du livre invisible1905 témoigne de son dédain des biens terrestres.
Valéri Brioussov a réuni ses poèmes en 1900 sous le titre : Anthologie des poèmes de Dobrolioubov. Durant ces années il rencontra aussi Léon Tolstoï à qui il fit forte impression, par sa personnalité de meneur de secte plutôt que comme poète.
Après la Révolution d'Octobre, il ne publie plus. Jusqu'en 1923, il vit avec des disciples en Sibérie (près de Slavgorod). De 1923 à 1925, près de Samara il s'occupe d'agriculture. De 1925 à 1927, il mène une vie de nomade en Asie centrale. Puis il travaille dans un artel de chaudronnerie en Azerbaïdjan. Durant ces années il continue de correspondre avec la veuve du poète Vikenti Veressaïev, I. M. Brioussova. Ces lettres contiennent plusieurs poèmes et quatre manifestes. Cela témoigne du désir de leur auteur de revenir à la littérature. Pourtant leur auteur semblait avoir perdu ses notions de grammaire. Il semble que Dobrolioubov meurt en 1945, selon plusieurs sources, juste après la Seconde Guerre mondiale 1941-1945.

## Symbolisme russe
« 
Dobrolioubov est l'un des phénomènes du mouvement symboliste russe, bien que plusieurs de ses travaux poétiques aient disparu après leur création. Son lyrisme est associé à la nature, à la mort (comme c'est le cas dans le décadentisme) mais témoigne aussi de l'influence d' Arthur Schopenhauer et de Friedrich Nietzsche. La frontière formelle avec la prose est absente de son œuvre, et la poésie est atteinte grâce au rythme à la musicalité et à la répétition dans sa phrase.
 »
— Wolfgang Kasack
Certains estiment que la seule figure légendaire du décadentisme est celle de Dobrolioubov.
Le mythe d'Alexandre Dobrolioubov a pris forme au début du développement du symbolisme russe mais ne s'est formé définitivement quand Dobrolioubov est sorti du monde littéraire et a rompu avec les cercles littéraires. Il n'est pas le seul à avoir estimé que le créativité littéraire avait finalement moins de prix que la vie elle-même. Dimitri Merejkovski remarque, dans son autobiographie, que dans sa jeunesse Dobrolioubov est allé à pied dans les villages parler avec les paysans et, après avoir terminé l'université, il est retourné au peuple pour devenir enseignant dans le monde rural. Le poète futuriste Bozhidar (en) (1894-1914) rêvait, lui aussi, de partir au bout du monde à la rencontre de peuples sauvages n'ayant pas eu de contact avec la civilisation. Mais seul Dobrolioubov (et après lui le poète Léonide Semionov) a réalisé ses rêves.
Pour Emmanuel Rais et Jacques Robert c'est un intellectuel devenu moine errant ; une espèce de franciscain oriental. On trouve dans son œuvre des fragments d'une pureté séraphique, d'une transparence de cœur et de vision qui font penser à Charles Van Lerberghe.
Mikhaïl Gasparov écrit à son propos en guise de résumé :
« 
…sa vie est le plus audacieuse parmi celles des premiers décadents : il se comportait comme un prêtre, mais fumait de l'opium, il vivait dans une chambre noire pour trouver l'inspiration. Puis il a été vers le peuple, il a créé la secte des bons-amants. À la fin de sa vie il a presque oublié comment on écrivait, alors que dans les années 1930 il a essayé d'imprimer lui-même.
 »

## Sources
- Wolfgang Kasack: Lexique de la littérature russe du XX s.
- E. V. Ivanov : Alexandre Dobrolioubov — énigme de son temps // Nouvelle revue littéraire /Новое литературное обозрение. 1997, № 27.
- E. V. Ivanov : Alexandre Dobrolioubov // Les écrivains russes. 1800–1917: Dictionnaire biographique/Биографический словарь. — Т. 2. — Moscou: Grande encyclopédie russe, 1992. — С. 133—134.
- Ettore Lo Gatto : Histoire de la littérature russe des origines à nos jours, éditeur: Desclée De Brouwer, 1965.
- Emmanuel Rais et Jacques Robert, titre: Anthologie de la poésie russe du XVIII à nos jours, éditeur: Bordas, année 1947.